# 宏都拉斯國歌
宏都拉斯國歌（Himno nacional de Honduras）為宏都拉斯共和國的國歌，由奧古斯托·柯耶羅作詞，卡洛斯·哈特林作曲，1915年採用為國歌。在一般的場合，僅演唱該曲的副歌與第七段，另外，該曲另有一非官方稱呼，即以副歌的第一句歌詞《您的旗是天國之光》（西班牙語：Tu bandera es un lampo de cielo）作為歌名。

## 歌詞
以下列出西班牙語原版歌詞及英譯版本：
| 副歌: Tu bandera es un lampo de cielo Por un bloque de nieve cruzado; Y se ven en su fondo sagrado Cinco estrellas de pálido azul; En tu emblema, que un mar rumoroso Con sus ondas bravías escuda, De un volcán tras la cima desnuda Hay un astro de nítida luz.                 | 副歌 Your flag is a splendor of sky Crossed with a band of snow; And there can be seen, in its sacred depths, Five pale blue stars. In your emblem, which a rough sea With its wild waves shields, Behind the bare summit of a volcano, There is a star of clean light.                                         |
| 第一節 India virgen y hermosa dormías De tus mares al canto sonoro, Cuando echada en tus cuencas de oro El audaz navegante te halló; Y al mirar tu belleza extasiado Al influjo ideal de tu encanto, La orla azul de tu espléndido manto Con un beso de amor consagró.            | 第一節 Indian maiden, virgin and beautiful you slept, Of your seas to the resonant song, When lying in your valleys of gold, The bold navigator found you; And on seeing your enrapturing beauty, To the inflowing ideal of your enchantment, The blue hem of your splendid mantle With a kiss of love blessed. |
| 第二節 De un país donde el sol se levanta, Mas allá del Atlante azulado, Aquel hombre te había soñado Y en tu busca a la mar se lanzó. Cuando erguiste la pálida frente, En la viva ansiedad de tu anhelo, Bajo el dombo gentil de tu cielo Ya flotaba un extraño pendón.         | 第二節 From a country where the sun rises, Beyond the blue Atlantic, That man who had dreamt you In search of you he launched to sea. When you raised your pale forehead, In the lively anxiousness of your hope, Under the gentle dome of your sky Already floated a strange banner.                           |
| 第三節 Era inutil que el indio tu amado Se aprestara a la lucha con ira, Porque envuelto en su sangre Lempira, En la noche profunda se hundió; Y de la épica hazaña, en memoria, La leyenda tan sólo ha guardado De un sepulcro el lugar ignorado Y el severo perfil de un peñón. | 第三節 It was useless that your beloved Indian Rushed into the fight with ire, Because, covered with his blood, Lempira, In the deep night he sank; And of the heroic deed, in memory, The legend alone has kept A sepulcher in a forgotten place, And the severe profile of a mountain peak.                   |
| 第四節 Por tres siglos tus hijos oyeron El mandato imperioso del amo; Por tres siglos tu inútil reclamo En la atmosfera azul se perdió; Pero un día gloria tu oído Percibió, poderoso y distante, Que allá lejos, por sobre el Atlante, Indignado rugía un León.                  | 第四節 For three centuries your children heard The imperious mandate of the master; For three centuries your useless complaint In the blue atmosphere was lost But one glorious day your ear Perceived, powerful and distant, That there, far away, over the Atlantic, Indignantly, a lion roared               |
| 第五節 Era Francia, la libre, la heroica, Que en su sueño de siglos dormida Despertaba iracunda a la vida Al reclamo viril de Dantón: Era Francia, que enviaba a la muerte La cabeza del Rey consagrado, Y que alzaba soberbia a su lado, El altar de la diosa razón.             | 第五節 It was France, the free, the heroic, Which in its dreams of centuries slept, Awoke irate to life At the virile protest of Danton: It was France, who sent to the death The head of the consecrated King, And which built up proudly at its side, The altar of the goddess of Reason.                     |
| 第六節 Tú también, ¡oh mi patria!, te alzaste De tu sueño servil y profundo; Tú también enseñaste al mundo Destrozando el infame eslabón. Y en tu suelo bendito, tras la alta Cabellera del monte salvaje, Como un ave de negro plumaje, La colonia fugaz se perdió               | 第六節 You also, oh my country!, arose From your servile deep sleep; You also showed the world Destroying the infamous shackle. And in your blessed soil, behind the tall Hair of the wild jungle, Like a bird of black feathers, The fleeting colony was lost.                                                 |
| 第七節 Por guardar ese emblema divino, Marcharemos Oh! Patria a la muerte, Generosa será nuestra suerte, Si morimos pensando en tu amor. Defendiendo tu santa bandera Y en sus pliegues gloriosos cubiertos, Serán muchos, Honduras tus muertos, Pero todos caerán con honor.     | 第七節 To guard this divine emblem We shall march, oh fatherland, to the death; Our luck will be generous If we die thinking of your love. Defending your holy flag, And shrouded in its glorious folds, There will be many, Honduras, your dead, But all shall fall with honor.                                |

## 中文歌詞大意翻譯
副歌
你的國旗，你的國旗，
好比藍天的光彩，
一道橫條，一道橫條，
如雪一樣潔白；
神聖闊條上還有，
五顆星淡藍色彩；
國徽上有洶涌大海，
屏障就是巨浪澎湃，
一座火山，一座火山，
光禿絕頂顯出來，
一顆明星，一顆明星，
亮光閃天外。

第一節
安睡如印第安女郎，
催眠的是海洋歌唱，
你在黃金峽谷隱藏，
被大膽航海家找上；
見你美顏心花怒放，
感覺你魅力無法擋，
在你閃亮藍色衣裳，
把個愛的親吻獻上。
你的國旗，你的國旗，
好比藍天的光彩，
一道橫條，一道橫條，
如雪一樣潔白；
神聖闊條上還有，
五顆星淡藍色彩；
國徽上有洶涌大海，
屏障就是巨浪澎湃，
一座火山，一座火山，
光禿絕頂顯出來，
一顆明星，一顆明星，
亮光閃天外。

第二節
這個國家昇起太陽，
處在藍色的大西洋，
那個人曾為你夢想，
為尋找你航向海洋。
當你抬起蒼白臉龐，
顯出你焦急的希望，
在你天下的圓頂上，
已有古怪旗幟飄揚。
你的國旗，你的國旗，
好比藍天的光彩，
一道橫條，一道橫條，
如雪一樣潔白；
神聖闊條上還有，
五顆星淡藍色彩；
國徽上有洶涌大海，
屏障就是巨浪澎湃，
一座火山，一座火山，
光禿絕頂顯出來，
一顆明星，一顆明星，
亮光閃天外。

第三節
沒用，親愛印第安人，
不必激憤衝入鬥爭，
因為倫皮拉血淋淋，
他在那深夜裡下沉；
那英勇行為記在心，
那傳說單獨被保存，
被遺忘地方有座墳，
和一個險峻的山峰。
你的國旗，你的國旗，
好比藍天的光彩，
一道橫條，一道橫條，
如雪一樣潔白；
神聖闊條上還有，
五顆星淡藍色彩；
國徽上有洶涌大海，
屏障就是巨浪澎湃，
一座火山，一座火山，
光禿絕頂顯出來，
一顆明星，一顆明星，
亮光閃天外。

第四節
三世紀來兒女聽聞，
主子的命令多蠻橫，
三世紀來投訴無門，
丟失在藍色的氣氛；
但輝煌日子你耳聞，
感染、強勁而遼遠，
遠至大西洋的上空，
獅子發出憤怒吼聲。
你的國旗，你的國旗，
好比藍天的光彩，
一道橫條，一道橫條，
如雪一樣潔白；
神聖闊條上還有，
五顆星淡藍色彩；
國徽上有洶涌大海，
屏障就是巨浪澎湃，
一座火山，一座火山，
光禿絕頂顯出來，
一顆明星，一顆明星，
亮光閃天外。

第五節
那是法國，自由，英勇，
做了幾世紀的睡夢，
蘇醒過來怒氣沖沖，
有嚴正抗議的丹敦：
那是法國，處以死刑，
國王的頭顱成祭品，
在它旁邊傲然建成，
祭壇供奉智慧女神。
你的國旗，你的國旗，
好比藍天的光彩，
一道橫條，一道橫條，
如雪一樣潔白；
神聖闊條上還有，
五顆星淡藍色彩；
國徽上有洶涌大海，
屏障就是巨浪澎湃，
一座火山，一座火山，
光禿絕頂顯出來，
一顆明星，一顆明星，
亮光閃天外。

第六節
我的國家也該睜眼，
從奴性的深深睡眠；
你也要向世界展現，
砸碎那罪惡的鎖鏈。
在你聖土高高後面，
在那野生的叢林間，
像那黑色羽毛飛禽，
短暫的殖民地不見。
你的國旗，你的國旗，
好比藍天的光彩，
一道橫條，一道橫條，
如雪一樣潔白；
神聖闊條上還有，
五顆星淡藍色彩；
國徽上有洶涌大海，
屏障就是巨浪澎湃，
一座火山，一座火山，
光禿絕頂顯出來，
一顆明星，一顆明星，
亮光閃天外。

第七節
為保衛這國徽神聖,
前進為祖國而獻身，
我們會有好的運程，
若是念著愛而喪生。
保衛你旗幟的神聖，
以壯麗的它來裹身，
亡故許多宏都拉斯人，
但都將是光榮犧牲。
你的國旗，你的國旗，
好比藍天的光彩，
一道橫條，一道橫條，
如雪一樣潔白；
神聖闊條上還有，
五顆星淡藍色彩；
國徽上有洶涌大海，
屏障就是巨浪澎湃，
一座火山，一座火山，
光禿絕頂顯出來，
一顆明星，一顆明星，
亮光閃天外。